# Lena Waithe
Lena Waithe (Chicago, 17 maggio 1984) è un'attrice, sceneggiatrice e produttrice televisiva statunitense.

## Filmografia

### Attrice

#### Cinema
- Ready Player One, regia di Steven Spielberg (2018)
- Bad Hair, regia di Justin Simien (2020)

#### Televisione
- The Comeback – serie TV, episodio 2x07 (2014)
- Transparent – serie TV, episodio 3x01 (2016)
- Master of None – serie TV, 20 episodi (2015-2017)
- This Is Us – serie TV, episodio 2x13 (2018)
- Dear White People – serie TV, 3 episodi (2018)
- RuPaul's Drag Race – reality show, episodio 11x11 (2019)
- Westworld - Dove tutto è concesso (Westworld) – serie TV, 3 episodi (2020)
- The Chi – serie TV (2020)
- The L Word: Generation Q – serie TV (2021)

### Produttrice
- Girlfriends – serie TV, 2 episodi (2007-2008)
- Dear White People, regia di Justin Simien (2014)
- Step Sisters, regia di Charles Stone III (2018)
- The Chi – serie TV (2018-in corso)
- Boomerang – serie TV, 10 episodi (2019)
- Queen & Slim, regia di Melina Matsoukas (2019)
- Loro (Them) – serie TV, 10 episodi (2021)
- Chang a canestro (Chang Can Dunk), regia di Jingyi Shao (2023)

### Sceneggiatrice
- How to Rock – serie TV, 2 episodi (2012)
- Bones – serie TV, 15 episodi (2014-2015)
- Master of None – serie TV, episodio 2x08 (2017)
- The Chi – serie TV (2018-in corso)
- Boomerang – serie TV, 2 episodi (2019)
- Queen & Slim, regia di Melina Matsoukas (2019)

### Regista
- Save Me (2011)

## Doppiatrici italiane
Nelle versioni in italiano, Lena Waithe è stata doppiata da:
- Antonella Alessandro in The Comeback, Master of None
- Benedetta Degli Innocenti in The Chi, Westworld - Dove tutto è concesso
- Alessia Amendola in Ready Player One, Grey's Anatomy

## Riconoscimenti
- Premio Emmy
  - 2017 - Miglior sceneggiatura in una serie commedia per Master of None
  - 2023 - Candidatura al miglior documentario per Being Mary Tyler Moore
- Gotham Independent Film Awards
  - 2014 - Candidatura all'Audience Award per Dear White People
  - 2021 - Candidatura all'Audience Award per The Forty-Year-Old Version
  - 2023 - Candidatura al miglior film per A Thousand and One
- MTV Movie & TV Awards
  - 2018 - Candidatura alla miglior performance di gruppo per Ready Player One
- Satellite Award
  - 2022 - Candidatura alla miglior attrice in una serie commedia o musicale per Master of None